# Oreolalax
Oreolalax es un género de anfibios perteneciente a  la familia Megophryidae.  Se distribuyen por el sudoeste de China, zonas adyacentes de Vietnam y, quizá, también en  Laos.

## Especies
Se reconocen las 20 siguientes según ASW:
- Oreolalax adelphos[1] Nguyen, Tapley, Kane, Tran, Cui & Rowley, 2024
- Oreolalax chuanbeiensis Tian, 1983
- Oreolalax granulosus Fei, Ye & Chen, 1990
- Oreolalax jingdongensis Ma, Yang & Li, 1983
- Oreolalax liangbeiensis Liu & Fei, 1979
- Oreolalax lichuanensis Hu & Fei, 1979
- Oreolalax major (Liu & Hu, 1960)
- Oreolalax multipunctatus Wu, Zhao, Inger & Shaffer, 1993
- Oreolalax nanjiangensis Fei, Ye & Li, 1999
- Oreolalax omeimontis (Liu & Hu, 1960)
- Oreolalax pingii (Liu, 1943)
- Oreolalax popei (Liu, 1947)
- Oreolalax puxiongensis Liu & Fei, 1979
- Oreolalax rhodostigmatus Hu & Fei, 1979
- Oreolalax rugosus (Liu, 1943)
- Oreolalax schmidti (Liu, 1947)
- Oreolalax sterlingae[2] Nguyen, Phung, Le, Ziegler & Böhme, 2013
- Oreolalax weigoldi (Vogt, 1924)
- Oreolalax xiangchengensis Fei & Huang, 1983
- Oreolalax yanyuanensis Hou, Zheng, Yu, Wang, Chen & Xie, 2024[3]